# Чамп
Чамп — остров, расположенный в центральной части архипелага Земля Франца-Иосифа. Высшая точка острова — 507 метров над уровнем моря. Площадь — 374 км². Является самым южным островом группы островов Зичи. Административно расположен в Приморском районе Архангельской области России.

## История
Остров Чамп был назван в честь Уильяма Чампа, бывшего представителем Уильяма Циглера и руководителем спасательной операции по поиску полярной экспедиции Циглера.
Находящийся на острове мыс Корчажинского назван по фамилии полярного гидрографа Ивана Ивановича Корчажинского (1907—1949).
В августе 2006 года на мысе Триест был найден кусок лыжи вековой давности.

## География
Чамп — это высокий (более 500 метров) каменистый остров с крутыми склонами. На территории Чампа несколько скалистых вершин, от которых к побережью сходят ледники.
В юго-западной части имеется большая территория, не покрытая ледниками.

## Прилегающая акватория
С севера остров отделён узким проливом от острова Луиджи, а с северо-востока — от острова Солсбери.
Широкий канал к западу от острова Чамп, пролив Маркама, назван в честь британского полярного исследователя — адмирала Альберта Маркама.

## Круглые камни острова Чамп

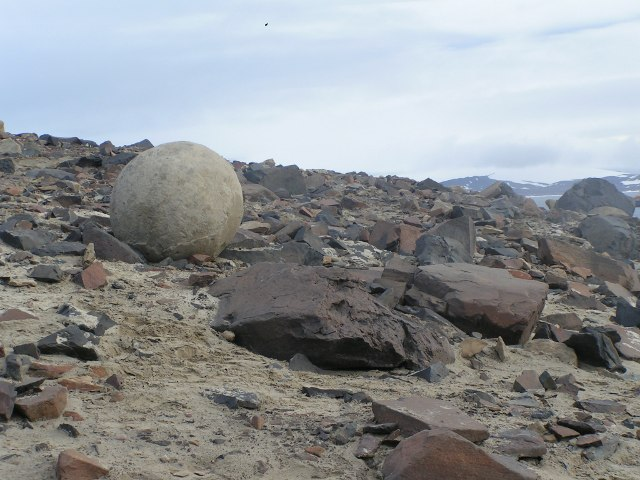
Один из круглых камней, достопримечательностей острова Чамп

Остров Чамп известен своими шарообразными крупными камнями — конкрециями, внешне схожими с каменными шарами Коста-Рики и шаровидными камнями многих других частей света. Конкреции острова Чамп иногда называют сферолитами, но это совсем не верно, так как, хотя эти камни и обладают шарообразной формой, геологи называют сферолитами совсем другое — шарики, состоящие из игольчатых кристаллов, растущих во все стороны из одного центра.
Шаровидные конкреции образуются только на некоторых островах этого архипелага, причём крупные — лишь на одном или двух из 192 островов, составляющих архипелаг. Круглые камни разбросаны по всему побережью острова, выдвигаются всевозможные версии, в том числе фантастические — от результата омывания волнами до вмешательства инопланетян.

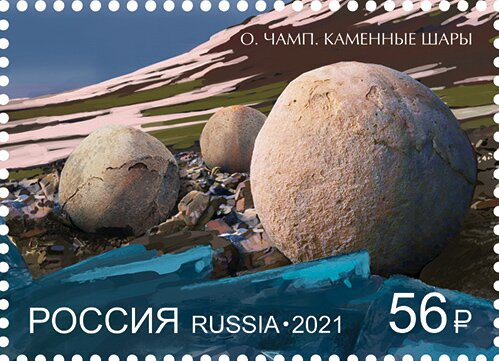
Почтовая марка. Остров Чамп, каменные шары. Часть сцепки «Арктическая зона Российской Федерации. Туризм»

Механизм формирования шаровых конкреций таков: песчаники являются пористыми породами, при этом пространство пор заполнено минерализованными водными растворами. Если вода сильно минерализована, то со временем может начаться отложение растворённых в ней солей, в первую очередь карбонатов. Конкреции вообще и карбонатные конкреции в частности чаще всего начинают расти на какой-нибудь затравке (это вполне официальный термин). В качестве затравки (центра роста) для карбонатных конкреций могут выступать мелкие обломки ракушек (карбонатного же состава). Если карбонат отложился в каком-то одном месте, то это место становится центром роста, и последующее отложение карбонатов происходит рядом и вокруг. Таким образом, какое-то небольшое пространство в песчанике оказывается сцементированным, а значит, и значительно прочнее, чем окружающая порода (это и есть конкреция).
Благодаря этим камням остров популярен среди туристов.